# Sunburn (manzana)
Sunburn es una variedad cultivar de manzano (Malus domestica). 
Un híbrido del cruce de Cox's Orange Pippin x Desconocido. Criado en Essex por F.W. Thorrington a principios de la década de 1900. Fue recibido por National Fruit Trials en 1925. Las frutas tienen una pulpa firme, de color blanco cremoso, suave. Dulce y ligeramente ácido. Aromático.

## Sinonimia
- "Sunburn (Thorrington)".

## Historia
'Sunburn' es una variedad de manzana, híbrido del cruce de Cox's Orange Pippin x Desconocido. Desarrollado y criado a partir de 'Cox's Orange Pippin' mediante una polinización abierta por F. W. Thorrington de Hornchurch, Essex Inglaterra, (Reino Unido) durante principios del siglo XX. La fruta de este cruce se presentó en el "National Fruit Trials" en 1925. Otras variedades de manzanas obtenidas por Thorrington en este cruce son 'Ruby', 'Rosy Blenheim', 'Francis',  y 'Daniel Fele Renet'.
'Sunburn' se cultiva en la National Fruit Collection con el número de accesión: 1925-033 y Accession name: Sunburn (M26).

## Características
'Sunburn' árbol de extensión erguida, de vigor moderadamente vigoroso, portador de espuela. Tiene un tiempo de floración que comienza a partir del 5 de mayo con el 10% de floración, para el 11 de mayo tiene una floración completa (80%), y para el 18 de mayo tiene un 90% caída de pétalos.
'Sunburn' tiene una talla de fruto de pequeño a mediano; forma redondeada a redondo-cónica, con una altura de 48.00mm, y con una anchura de 60.50mm; con nervaduras medianas, con caras ligeramente acanaladas; epidermis con color de fondo amarillo anaranjado, con un sobre color lavado de rojo, importancia del sobre color alto, y patrón del sobre color rayas que se desvanecen hacia la cara sombreada por el sol, "russeting" (pardeamiento áspero superficial que presentan algunas variedades) bajo; cáliz grande y cerrado, ubicado en una cuenca poco profunda; pedúnculo muy corto y robusto, colocado en una cavidad estrecha y de profundidad media que a veces está rodeada de un ligero  "russeting"; carne es de color blanco cremoso, suave. Dulce, ligeramente ácida y aromática.
Listo para cosechar en la primera mitad del quinto período. Su tiempo de recogida de cosecha se inicia a principios de octubre. Se mantienen refrigeradas en cámaras frigoríficas durante 3 meses.

## Usos
Una buena manzana de uso de postre fresca en mesa.

## Ploidismo
Diploide, auto estéril. Grupo de polinización: D, Día 15.